# St. Josef Krankenhaus Essen-Werden
Das St. Josef Krankenhaus Essen-Werden ist ein Unternehmen der Universitätsmedizin Essen und Akademisches Lehrkrankenhaus der Universität Duisburg-Essen. Das Krankenhaus befindet sich im Zentrum des Essener Stadtteils Werden.

## Geschichte
In der ehemals selbstständigen Abtei-Stadt Werden lag die Betreuung Armer und Kranker bis Mitte des 19. Jahrhunderts in der Hand der Klöster und Hospize. 1854 ergriff die Pfarrgemeinde St. Ludgerus die Initiative, in Werden ein Krankenhaus einzurichten. Man erwarb dafür den Ferberschen Gasthof gegenüber den Feintuchwerken. 1857, vier Jahre später, wurde das katholische Krankenhaus an der Propsteistraße eingeweiht und der Betrieb mit vier Ordensschwestern aufgenommen. Wachsende Anforderungen machten früh Erweiterungen und Modernisierungen erforderlich. 1915 verfügte das Krankenhaus nach überwiegendem Neubau über 120 Betten.
Im Zweiten Weltkrieg wurde das Krankenhaus durch den Einschlag einer Luftmine schwer beschädigt. Nach Kriegsende wurden die Schäden mit Hilfe der Werdener Bevölkerung behoben. Anfang der 1960er Jahre begann der weitere Ausbau und die Differenzierung in neue Abteilungen, so dass im Jahre 1990 ein modernes Krankenhaus mit 200 Betten entstehen konnte.
Zwischen dem katholischen und dem evangelischen Krankenhaus, das im Jahr 1887 eröffnete, wurde 1892 eine Kooperation begonnen, als das evangelische Haus dem katholischen anbot, Geräte und Wäsche zu desinfizieren. Ende der 1960er Jahre beschloss man, enger zu kooperieren. 1968/69 wurde eine gemeinsame Anästhesie eingerichtet. In den 1970er Jahren teilte man sich die Radiologie und das klinische Labor. Im September 1998 wurde ein gemeinsamer Kooperationsvertrag unterzeichnet. Ab diesem Zeitpunkt trugen die beiden Häuser neben ihren Ursprungsnamen auch einen gemeinsamen: Kliniken Essen Süd.
Gemeinsam zählte man nun zwölf Kliniken mit 486 Betten und ein gemeinsames operatives Zentrum, das im Jahr 2009 eingeweiht wurde.
Im Jahr 2012 wurde der Kooperationsvertrag aufgehoben und das evangelische Krankenhaus in die Trägerschaft des Kirchenkreises Essen überstellt. Das Universitätsklinikum Essen erwarb am 1. Juli 2013 sämtliche Gesellschaftsanteile der katholischen Kirchengemeinde St. Ludgerus.
Das St. Josef Krankenhaus Essen-Werden ist heute ein hundertprozentiges Tochterunternehmen des Universitätsklinikums Essen mit rund 400 Mitarbeitern und 167 Betten. Die Klinik für Allgemein-, Viszeral- und Gefäßchirurgie, die Klinik für Allgemeine Innere Medizin und das Zentrum für Klinische Radiologie sind integriert in das Westdeutsche Tumorzentrum (WTZ). Das St. Josef Krankenhaus ist seit 2011 akademisches Lehrkrankenhaus der Universität Duisburg-Essen.

## Kliniken
- Klinik für Allgemein-, Viszeral- und Gefäßchirurgie[3]
- Klinik für Hals-, Nasen-, Ohrenheilkunde/Plastische Operationen/Allergologie[4]
- Klinik für Allgemeine Innere Medizin
- Klinik für Orthopädie und Unfallchirurgie
- Zentrum für Anästhesiologie/Intensivpflege/Schmerztherapie[5]
- Zentrum für Klinische Radiologie[6]

## Ausbildung
Im praktischen Jahr, dem letzten Baustein zur ärztlichen Approbation, steht nach den theoretischen Studienjahren an der Universität die Ausbildung am Patienten im Mittelpunkt. Unter der Anleitung, Aufsicht und der Verantwortung des ausbildenden Arztes werden die Studenten im St. Josef Krankenhaus Essen-Werden an die Anforderungen der Praxis herangeführt. In drei Phasen von jeweils 16 Wochen durchlaufen sie die Chirurgie und die Innere Medizin als Pflichtfächer sowie eine weitere Klinikabteilung entsprechend ihrem Wahlfach. Nach Ablauf des praktischen Jahres legen die Studenten ihr Staatsexamen ab, in den mündlichen Teil der Examensabnahme sind die Leitenden Ärzte des St. Josef Krankenhauses einbezogen.
Um die Ausbildung von Pflegefachkräften im Essener Süden sicherzustellen, ist das St. Josef Krankenhaus gemeinsam mit dem Evangelischen Krankenhaus Essen-Werden, dem Alfried Krupp Krankenhaus Steele (vormals Lutherhaus) und der Ruhrlandklinik in Heidhausen Träger der Krankenpflegeschule an der Ruhr.